# 第一一海軍航空隊
第一一海軍航空隊（だいひとひとかいぐんこうくうたい）は、日本海軍の部隊の一つ。太平洋戦争後期に技量低下が著しい第一南遣艦隊所属の戦闘機搭乗員を養成するため編制したもの。
隊名が類似している第十一航空隊とは関連が無い。本航空隊の呼称を「第十一海軍航空隊」、または「第十一航空隊（十一空）」としている文献があるが、これらの呼称は誤りである。

## 沿革
1944年、第一南遣艦隊に所属する航空隊は、相次ぐ戦力抽出と新兵投入のために技量低下が著しかった。昭和19年5月1日をもって、戦闘機練成隊の第一一海軍航空隊と艦上爆撃機練成隊の第一二海軍航空隊をシンガポールに、陸上攻撃機練成隊の第一三海軍航空隊をマレー半島に設置し、独自に実用機教育と慣熟訓練を実施することとした。
- 昭和19年（1944年）5月1日 - 霞ヶ浦航空基地で編成し、セレター飛行場で開隊。所管：横須賀鎮守府、原駐基地：霞ヶ浦航空基地と定められ、海軍練習航空隊に指定される。第一南遣艦隊附属。
- 昭和20年（1945年）1月20日 - 第十三航空艦隊に編入。
  - 2月5日 - 第十三航空艦隊は第十方面艦隊隷下となる。
  - 3月10日 - 第十三航空艦隊の編制を改正。第一一海軍航空隊を乙航空隊に改編し、仮称泰海軍航空隊として馬来海軍航空隊隷下となる。
  - 4月5日 - 練習戦闘機隊を第三一海軍航空隊へ、バトパハ基地員を第三八一海軍航空隊へそれぞれ移動し解隊。

解隊後、旧本部要員は第十方面艦隊司令部附もしくは第十三航空艦隊司令部附として仮称泰海軍航空隊の設立準備にあてられたが、後に印支海軍航空隊の開隊に伴いそちらへ異動となった。

## 主力機種
- 零式艦上戦闘機

## 隊司令
1. 古田良夫 大佐：1944年5月1日 - 1944年12月1日
2. 高橋農夫吉 大佐：1944年12月1日 - 1945年4月5日